# Atávyros Óros
Atávyros Óros är ett berg i Grekland.   Det ligger i regionen Sydegeiska öarna, i den sydöstra delen av landet, 400 km sydost om huvudstaden Aten. Toppen på Atávyros Óros är 1 011 meter över havet, eller 52 meter över den omgivande terrängen. Bredden vid basen är 0,83 km.
Terrängen runt Atávyros Óros är huvudsakligen kuperad. Runt Atávyros Óros är det glesbefolkat, med 9 invånare per kvadratkilometer. Närmaste större samhälle är Lárdos, 19,5 km sydost om Atávyros Óros. Trakten runt Atávyros Óros består i huvudsak av gräsmarker.